# Friedrich Jacobs
Christian Friedrich Wilhelm Jacobs (Gotha, 1764 – 1847) è stato un filologo classico tedesco.

## Biografia
Nel 1811 pubblicò un Elementarbuch di filologia greca che riscosse grande successo. Già editore di Giovanni Tzetzes e dell' Antologia Palatina, nel 1840 pubblicò una densa autobiografia.